# Sabonnères
Sabonnères é uma comuna francesa na região administrativa de Occitânia, no departamento de Alta Garona. Estende-se por uma área de 12,3 km². Em 2010 a comuna tinha 328 habitantes (densidade: 26,7 hab./km²).